# Matthew Smith (projektant gier)
Matthew Smith (ur. 1 stycznia 1966 w Londynie) – brytyjski projektant gier komputerowych. Znany jest jako autor dwóch gier platformowych: Manic Miner i Jet Set Willy, pełnych surrealistycznego humoru oraz twórczej wyobraźni.

## Życiorys
Matthew Smith urodził się 1 stycznia 1966 roku w Londynie. Już jako nastolatek przejawiał zainteresowanie komputerami; w 1979 roku otrzymał od rodziców egzemplarz mikrokomputera Tandy, na którym napisał swoją pierwszą grę. Była to Delta Tau One, prosty klon gry Galaxian. Smith później rzucił szkołę i zajął się programowaniem gier.
W 1983 roku Smith kupił w ramach swej pracy komputer ZX Spectrum i zadebiutował oficjalnie w branży swym dziełem Styx, wydanym przez spółkę Bug-Byte. Rozgrywka w nim polegała na walce z hordą potworów przy użyciu broni palnej. Styx nie zdobył znaczącej popularności, toteż Smith zdecydował się na prace nad kolejnym dziełem.

### Manic Miner
W tym samym roku 1983 Matthew Smith wydał na świat swoją kolejną grę pod nazwą Manic Miner. Była to gra platformowa, w której gracz wcielał się w górnika Willy'ego, przemieszczającego się po opuszczonej kopalni w poszukiwaniu złóż złota. Dzieło Smitha odniosło wielki sukces, głównie ze względu na wysoki jak na ZX Spectrum poziom dopracowania technicznego. Smith bowiem potrafił zakodować animację bez charakterystycznego dla tego komputera migotania, zapętlił muzykę oraz scalił ją z efektami dźwiękowymi. Manic Miner stanowił również innowację pod względem sposobu zaprojektowania poziomów. Smith dał upust swojej wyobraźni, każąc graczowi uciekać przed szarżą pingwinów czy też muszli klozetowych, co nie było typowe dla schematycznych w tamtych czasach produkcji.

### Jet Set Willy
W 1984 roku Smith odszedł ze studia Bug-Byte i założył z dwoma innymi kolegami z pracy spółkę Software Projects. Ponieważ nie miał wtedy jeszcze ukończonych 18 lat, czasowo zrzekł się zobowiązań na rzecz założonej przez siebie spółki do lutego 1984 roku, kiedy oficjalnie stał się pełnoletni. Smith rozpoczął potem prace nad sequelem Manic Minera pod nazwą Jet Set Willy. Ponownie bohaterem gry był górnik Willy, który po balandze w swoim wielkim domostwie został zmuszony przez gosposię do sprzątnięcia bałaganu.
Jet Set Willy wśród graczy zyskała opinię jeszcze lepszej gry od Manic Minera, na co złożyło się kilka usprawnień. Gracz zyskał bowiem możliwość swobodnego przemieszczania się po labiryncie plansz; ponownie pojawił się, już w większych ilościach, surrealistyczny humor, a Willy w jednej z plansz zamieniał się nawet w latające prosię. Recenzent pisma „Crash” sugerował twórcy terapię, przypuszczając jednak, że Smith stanie się bogaczem jako projektant.

### Dalsze losy
Po sukcesie Jet Set Willy Smith pracował nad kolejną grą pod nazwą Attack of the Mutant Zombie Flesh Eating Chickens From Mars, jednak Software Projects nie zdobyło się na jej wydanie. Fiaskiem zakończyły się również prace nad trzecią częścią przygód górnika Willy'ego. Wkrótce Smith przestał udzielać wywiadów i usunął się z życia publicznego, a o jego losach zaczęli spekulować gracze. Dopiero pod koniec lat 90. XX wieku wyjaśnił sprawę swojego zniknięcia. Mówił, że przeprowadził się na brytyjską prowincję, gdzie egzystował na marginesie społecznym. Twierdził też, że w latach 1995–1997 mieszkał w komunie hipisowskiej w Holandii, skąd został deportowany. Ostatecznie zrezygnował z projektowania gier.